# Presa y lago Oahe
La presa de Oahe (del inglés: Oahe Dam) se encuentra en el río Misuri y forma el lago Oahe, el cuarto embalse artificial en tamaño del país, que se extiende a lo largo de 231 km corriente arriba del Misuri hasta Bismarck (Dakota del Norte). Se encuentra en los condados de Hughes y Stanley, en Dakota del Sur, Estados Unidos de América. Queda justo al norte de Pierre (Dakota del Sur). La central hidroeléctrica de la presa proporciona electricidad para gran parte de los Estados Unidos centro-septentrionales. Recibe su nombre de la misión india de Oahe creada entre los siux lakota en 1874. El proyecto proporciona control frente a las inundaciones, energía eléctrica, irrigación y beneficios para la navegación, calculados por el Cuerpo de Ingenieros en 150 millones de dólares al año.
En septiembre y octubre de 1804, la expedición de Lewis y Clark,mientras exploraban el río Misuri, pasó a través del tramo que hoy está embalsado por el lago Oahe.
La presa de Oahe fue autorizada por la Ley de control de inundaciones de 1944, y la construcción por el Cuerpo de Ingenieros del Ejército de los Estados Unidos comenzó en 1948. La principal presa de tierra y pizarra alcanzó su altura total en octubre de 1959. Fue oficialmente inaugurado por el presidente John F. Kennedy el 17 de agosto de 1962, año en el que comenzó a generar electricidad. El proyecto original costó 340 millones de dólares.

## Lago Oahe

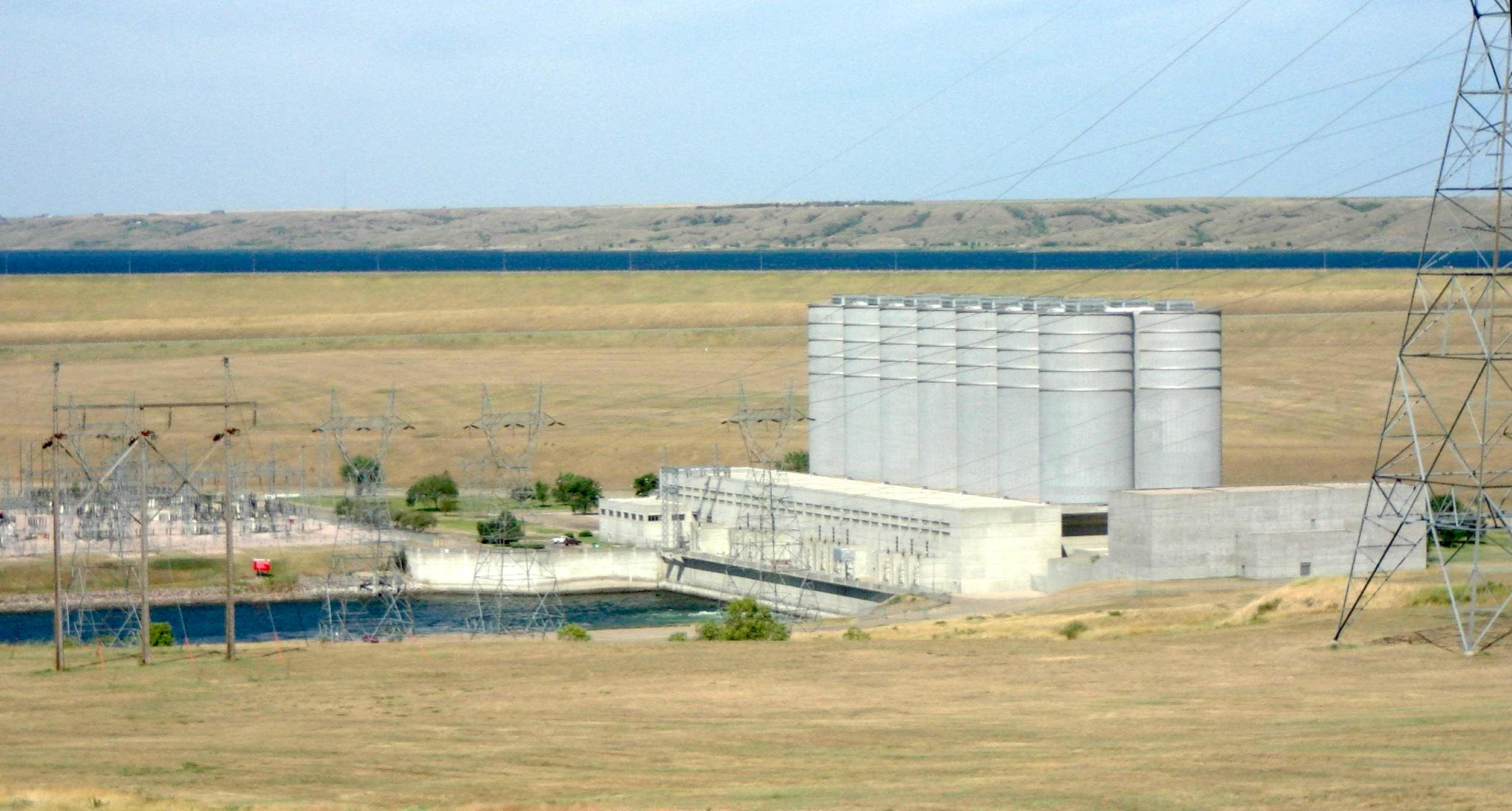
Central hidroeléctrica mostrando cámaras de crecida y parte de la central hidroeléctrica, mirando hacia el noroeste.

El lago Oahe es un gran embalse detrás de la presa de Oahe en el río Misuri comenzando en el centro de Dakota del Sur y sigue hacia el norte hasta Dakota del Norte en los Estados Unidos. El lago tiene una superficie de 1.500 km² y una profundidad máxima de 62 m. Por volumen, es el cuarto embalse en los Estados Unidos. El lago Oahe tiene una longitud de aproximadamente 372 km y una costa de 3.620 km. A lo largo del lago Oahe se encuentran 51 zonas recreativas, y millón y medio de personas visitan el embalse cada año. El lago toma su nombre de la misión india de Oahe del año 1874.